# Jan Świtkowski
Jan Świtkowski (Lublino, 23 gennaio 1994) è un nuotatore polacco.

## Carriera
Specializzato nella farfalla, ha conseguito la medaglia di bronzo sulla distanza dei 200m ai mondiali di Kazan' 2015.
Ai Campionati europei di nuoto di Glasgow 2018 ha vinto, con i connazionali Konrad Czerniak, Jakub Kraska e Kacper Majchrzak e Jan Hołub, la medaglia di bronzo nella staffetta 4x100 metri stile libero.

## Palmarès
- Mondiali

Kazan' 2015: bronzo nei 200m farfalla.
- Europei

Glasgow 2018: bronzo nella 4x100m sl.

## International Swimming League
| Stagione 2019 | Stagione 2020 |
| ------------- | ------------- |
| Cali Condors  | NY Breakers   |